# 加藤千浪
加藤 千浪（かとう ちなみ、1810年<文化7年>11月19日 - 1877年<明治10年>11月18日）は、幕末から明治時代の国学者・歌人。通称は弥三郎または弥助。号は萩園。

## 生涯
陸奥国白河（現在の福島県白河市）にて加藤美方と母緑川氏の子として生まれる。幼少より勉学を好み、後に江戸に出て、岸本由豆流に国学を学ぶ。歌道や書に長けていたという。
明治維新後、歌人としての名声が高く、多くの門人を抱えた。この中には伊東祐命や中島歌子などがいる。明治10年11月18日逝去。享年は68歳。墓所は深川の臨川寺。妻は三宅氏で、子供はなく養子を関氏よりとった。
顕彰碑が向島区の牛嶋神社に建立された。

## 著書等
- 著書：『詠史百集』
- 編著：『冠註大和物語』
- 歌集：『荻園歌集』